# ミロスラバ・パスコバ
ミロスラバ・パスコバ（ブルガリア語: Мирослава Паскова、ラテン文字転写: Miroslava Paskova、1996年2月16日 - ）は、ブルガリアの女子バレーボール選手。ポジションはアウトサイドヒッター。ブルガリア代表。

## 来歴

### クラブチーム
チルパン出身。2013年、Levski Sofiaへ入団。2016年、ポーランドリーグのKS Developres Rzeszówへ移籍し、2016/17シーズンのポーランドリーグで3位となった。2017/18シーズンは再びLevski Sofiaでプレーし、国内リーグで準優勝となった。2018/19シーズンはVC Maritzaでプレーし、国内リーグとブルガリアカップで2冠を果たした。2021/22シーズンはトルコリーグのSigortaShopでプレーした。2022年5月、クゼイボルへの移籍が発表され、1年間プレーした。2023年8月、ギリシャリーグのAEK Athensへの加入が発表され、シーズン途中までプレーし、2024年1月にハンガリーのBékéscsabai Röplabda SEへ移籍した。

### 代表チーム
アンダーカテゴリーの代表として2013年のU-20欧州選手権で金メダルを獲得した。同年7月にチェコで開催された世界ジュニア選手権に出場した。2016年、シニアのブルガリア代表に初選出され、同年のワールドグランプリでデビューした。2018年、日本で開催された世界選手権に出場した。2019年、ネーションズリーグに出場した。2021年、ヨーロッパリーグで金メダルを獲得した。2022年、世界選手権に出場した。2023年からは代表チームの主将を務め、同年のネーションズリーグ、パリ五輪予選に出場した。

## 球歴
- 世界選手権 - 2018年、2022年
- ネーションズリーグ - 2019年、2022年、2023年、2024年
- ワールドグランプリ - 2016年、2017年
- 欧州選手権 - 2017年、2019年、2021年、2023年

## 受賞歴
- 2021年　ブルガリアカップ　MVP

## 所属クラブ
- Levski Sofia（2013-2016年）
- KS Developres Rzeszów（2016-2017年）
- Levski Sofia（2017-2018年）
- VC Maritza（2018-2019年）
- Levski Sofia（2019-2020年）
- VC Maritza（2020-2021年）
- SigortaShop（2021-2022年）
- クゼイボル（2022-2023年）
- AEKアテネ（2023年）
- Békéscsabai Röplabda SE（2024年）
- ギョズテペSK（2024年-）